# Mulheres que Escrevem
A Mulheres que Escrevem é uma iniciativa com origem no Rio de Janeiro e liderada por uma equipe de quatro mulheres que realiza curadoria, divulgação e edição de conteúdo produzido por mulheres, além de realizar encontros que debatam a presença feminina no universo da escrita.
O projeto começou em 2015 como uma newsletter e logo expandiu a sua presença em ações nas redes sociais e presenciais que discutem os séculos de opressão da escrita das mulheres, além de pensar em novas possibilidades de produção cultural e literária face o cenário político atual.

## Percurso
A iniciativa começou em setembro de 2015 na forma de uma newsletter semanal e colaborativa, compartilhando as reflexões e inseguranças de mulheres durante o processo de se descobrir escritora.
Em seguida, foi criada uma publicação no Medium para divulgar o trabalho de mais mulheres escritoras, publicando ensaios, poesias, traduções, resenhas e entrevistas. A partir do reconhecimento desse trabalho nas redes sociais, foram iniciados os primeiros encontros e oficinas da iniciativa.
O primeiro encontro internacional da Mulheres que Escrevem ocorreu em 2019, durante o Festival Feminista de Lisboa, em Portugal.
Desde 2018, a iniciativa também produz um podcast focado em leitura e literatura produzida por mulheres.